# インド論理学
インド論理学（インドろんりがく）は、インドにおける論理学である。インド哲学における次の系譜から言及される。すなわち、メーダーティティ・ガウタマ（紀元前6世紀頃）のアーンヴィークシキー学派やパーニニ（紀元前5世紀頃）のサンスクリット文法規則にまで遡り、続いてヴァイシェーシカ学派による原子論の分析（紀元前2世紀頃）、ニヤーヤ学派の創始者ガウタマによる推論の分析（2世紀頃）、そしてナーガールジュナの四句分別（2世紀頃）が挙げられる。
インドの論理学はギリシアの論理学とともに世界の論理学の二大源流となっている。インド論理学はナヴィヤ・ニヤーヤ学派という形で近世まで発展を続けた。

## 起源
『リグ・ヴェーダ』のナサディヤ・スクタ(10.129)では論理学の様々な分野の用語を用いての存在論的な思索がなされたが、これは後に「四句分別（チャトゥシュコーティ）」の四つの円―「Aである」、「Aでない」、「AであってAでない」、「AではないしAでないということもない」―として再定式化されることになる。 
メーダーティティ・ガウタマ(紀元前6世紀頃)は論理学のアーンヴィークシキー学派の創始者である。紀元前5世紀頃の『マハーバーラタ』(12.173.45)には論理学の学派としてアンヴィクシキ学派とタルカ学派が言及されている。パーニニ(Pāṇini、紀元前5世紀頃)はサンスクリット文法を定式化するために論理学の形式を研究した(後世のブール論理学はこのパーニニの論理学に類似している)。チャーナキヤ(紀元前350年-紀元前283年)は『アルタシャーストラ』において質疑という独立した領域の論理学を展開した。

## ヴァイシェーシカ
ヴァイシェーシカ(梵: वैशेषिक)とは古典期インドの正統六学派の一つであり、同じく正統六学派に含まれる論理学派たるニヤーヤと強く結びついてきた。ヴァイシェーシカは一種の原子論を支持し、物質世界に存在するものは全て有限個の原子に還元できるということを前提とした。この説はカナーダ(あるいはカナ・ブク、原子を食べる者を意味する)が紀元前2世紀頃に初めて唱えたものである。

## 四句分別（チャトゥシュコーティ）
2世紀に仏教の学僧ナーガールジュナが論理学の一形式、四句分別（catuṣkoṭi、チャトゥシュコーティ）を定式化した。これは古典論理学においてテトラレンマとも呼ばれる、大雑把に比較可能であるが同一ではない「四つの立場の主張」である。
| 1 | 肯定                 | Aである                            |
| 2 | 否定                 | Aではない                          |
| 3 | 肯定かつ否定         | Aであり且つAではない               |
| 4 | 肯定でも否定でもない | AであるのでもなくAでないのでもない |

## ニヤーヤ
ニヤーヤ(ni-āyá、反復を意味し、「三段論法、推論」を指して用いられる)はヒンドゥー哲学の正統六学派の一つであり、特に論理学を扱う学派である。
ニヤーヤ学派の哲学的思索は、2世紀頃にアクシャパーダ・ガウタマが著した『ニヤーヤ・スートラ』として知られる文献に基づいている。ニヤーヤ学派が後世のヒンドゥー思想に遺した最大の業績はその方法論にある。ニヤーヤ学派の作り出した方法とは論理体系であり、後に(正統派であるか否かを問わず)他のほとんどのインドの学派にも取り入れられた。西洋哲学がアリストテレス論理学に大幅に準拠しているのと同様であると言える。
ニヤーヤ学派の支持者は、確かな知識を得ることは苦悩から逃れるための唯一の方法であると信じていた。それゆえ彼らは知識の確かな根拠を見極め、単に意見にすぎない誤ったものから区別することに非常に苦心した。ニヤーヤ学派によれば、知識の根拠(pramāṇa)にはきっちり四種類存在する。つまり、直接知覚、推論、類比、言葉である。もちろん、これらから得られた知識は確かなものである場合もそうでない場合もある。そのため、ニヤーヤ学派の学者達はそれぞれの知識の根拠に関して、その根拠が確かな知識をもたらすためには何が必要かを見極めるのに、様々な説明図式を作り出して非常に苦心した。この点で、ニヤーヤは現代の分析哲学に相当するインド哲学であると言えるだろう。

## ジャイナ論理学
ジャイナ教は基本的な認識論的問題に専心することで、つまり、知識の本性、知識を得る方法、知識を確かなものにする方法といった問題に専心することで論理学の主潮の発展に独自の貢献を成した。ジャイナ論理学は紀元前6世紀から紀元後17世紀まで発展・興隆した。ジャイナ教徒によれば、究極的な原理は常に論理的であるはずで、論理や理性なしにいかなる原理も存在しえないという。それゆえジャイナ教の教典からあらゆる事実に関するあらゆる命題についての熟慮された教訓を見つけたとき、それは建設的であるか妨害的であるか、推論的であるか分析的であるか、啓蒙的であるか破壊的であるという。この過程の中で、ジャイナ教徒は論理と推論に用いた以下の相対性の教義について述べた。
- アネーカーンタヴァーダ– 相対主義的多元論あるいは多数の理論
- スヤードヴァーダ– 条件づけられた叙述の理論
- ナヤヴァーダ– 部分的な観点の理論

こういったジャイナ哲学の概念によって古典時代のインド哲学の、特に懐疑主義や相対主義といった領域でのほとんどの重要な業績が作り上げられた。
以下はジャイナ論理学に貢献したジャイナ哲学者のリストである。
- クンダクンダ(2世紀)、ジャイナ神秘主義とジャイナ・ナヤの代表者で魂の本性や魂の物質による汚染といった問題を扱った。『パンチャースティカーヤサーラ』(五つの存在の精要)、『プラヴァチャナサーラ』(聖典の精要)、『サマヤサーラ』(教理精要)の著者。
- ウマースヴァーティあるいはウマースヴァーミ(2世紀)、サンスクリットで書かれた最初のジャイナ教書『タットヴァールタスートラ』の著者で、ジャイナ教の全宗派に受け入れられる最も体系的な形でジャイナ哲学を詳説した。
- シッダセーナ・ディヴァーカラ(5世紀)、ジャイナ論理学者で、論理学書の『ニヤーヤーヴァターラ』、ジャイナ教の七つの観点や知識、知識の対象を扱った『サンマティスートラ』といった著作をサンスクリットおよびプラークリットを用いて著述した。
- ハリバドラ(8世紀)、ジャイナ思想家・著述家で、ジャイナ教の文脈における瞑想の救済論的な体系としての古典的ヨーガとアネーカーンタヴァーダの唱道者。彼の著作には『サッダルシャナサムッチヤ』と『ヨーガビンドゥ』がある。
- ヘーマチャンドラ(1089年–1172年) - ジャイナ思想家・著述家・歴史家・文法家・論理学者。彼の著作には『ヨーガシャーストラ』と『トリシャシティシャラカプルシャチャリトラ』がある。
- ヤショーヴィジャヤ・ガニ(1624年–1688年)– ジャイナ論理学者でジャイナ哲学に貢献した知的巨人とされる。
- アーチャーリヤ・マハープラギヤ(1920年–2010年)– ジャイナ論理学者でジャイナ哲学に貢献した知的巨人あるいは生きた百科事典とされた。著名な哲学研究者ダヤ・クリシュナはアーチャーリャ・スリ・マハープラギヤをジャイナ論理学の分野において最も見識高い人物とみている。彼の著書『ジャイナ論理学における新次元』は現代のこの分野における最高の作品の一つである。アーチャーリャ・マハープラギヤは啓蒙活動でも知られる。1975年には、彼はジャイプールのラージャスターン大学でジャイナ論理学に関して九回の講義を行うために特別に招かれた。ラージャスターン大学はこの講義を『ジャイナ・ニヤイ・カ・ヴィカ』という書籍として出版した。彼のジャイナ論理学に関する著作には『ジャイナ・ダルシャナ―マンナン・アウル・ミーマンサー』、『ジャイナ・ダルマ・アウル・サンスクリティ』、『ジャイナ・ダルシャナとアネカーンタヴァーダ』、『ジャイナ・ダルマ・アウル・ダルシャナ』、他多数がある。彼の著作には説明の簡潔さと独自性の独特な結合がみられる。

## 仏教論理学
インドの仏教論理学(プラマーナと呼ばれる)は500年頃から1300年頃まで栄えた。仏教論理学の主な著述家としてはヴァスバンドゥ(400年–800年)、ディグナーガ(480年–540年)、ダルマキールティ(600年–660年)の三人が挙げられる。最も重要な理論的業績はトライルーピヤ(サンスクリット: त्रैरूप्य、Trairūpya)のという教説およびヘートゥチャクラ(サンスクリット: हेतुचक्र、Hetucakra、理性の車輪)という高度に形式的な図式であり、ディグナーガによってもたらされた。チベット仏教には現在も仏教論理学の伝統が根付いており、出家者教育において論理学が重要な一部となっている。

## ナヴィヤ・ニヤーヤ
ナヴィヤ・ニヤーヤ(新論理学派)はミティラーの哲学者ガンゲーシャ・ウパーディヤーヤによって13世紀に始められたもので、古典期のニヤーヤ哲学を発展させたものであった。ナヴィヤ・ニヤーヤのその他の影響は初期の哲学者ヴァーチャスパティ・ミシュラ(900年-980年)やウダヤナ(10世紀後期)の著作から発せられた。
ガンゲーシャの著書『タットヴァチンターマニ』(真理の如意宝珠)は部分的には、アドヴァイタ・ヴェーダーンタを擁護してニヤーヤ学派の思想・言語の理論を徹底的に批判したシュリーハルシャの『カンダナカンダカーディヤ』に対する応答として書かれた。著書中でガンゲーシャはこの批判を扱うとともに―さらに重要なこととして―自身もニヤーヤ哲学を批判的に考察している。シュリーハルシャはニヤーヤの実在論的な存在論を上手く論難できなかったが、シュリーハルシャも自分もニヤーヤ思想の論理的・言語的道具を発展・洗練させてより精密・精確なものにする必要があることをニヤーヤ批判の中で見出したとガンゲーシャは述べている。
『タットヴァチンターマニ』ではインド哲学、論理学、集合論、そして特に認識論のあらゆる重要な側面が扱われており、ガンゲーシャはそれらを綿密に考察してニヤーヤ学派の図式を発展させるとともに豊富な問題例を添えた。その結果、特に彼の認識の分析は他の哲学に取り入れられた。
ナヴィヤ・ニヤーヤは理想言語や概念図式を発展させて論理学や認識論の問題を見つけ出し、分析し、解決した。ナヴィヤ・ニヤーヤは旧来のニヤーヤの知識の根拠を大きく次の四つの範疇に分類した。すなわち、直接知覚(プラティヤクシャ)、推論(アヌマーナ)、類比(ウパマーナ)、そして言葉(シャブダ)である。
この比較的遅い時代の学派は東インドやベンガル地方周辺で始まり、ゴットロープ・フレーゲの「固有名詞の意義と意味の違い」や「数の定義」等の現代論理学に類似した理論を発達させ、一方でナヴィヤ・ニヤーヤの「普遍の制限条件」の理論は現代の集合論の発展を先取りした。とりわけウダヤナが「普遍の制限条件」や「無限後退」の理論を発展させて現代集合論の一部を先取りした。キソル・クマル・チャクラバルティはこう述べている。
第三部で我々は、ナヴィヤ・ニヤーヤにおけるいわゆる「普遍の制限条件」の研究が現代の集合論の発展の幾分かをどのように先取りしているかを示そう。[...] この章での議論はウダヤナの提起した「普遍の制限条件」(ジャティバダカ)を中心とする。[...] もう一つの制限条件は「アナヴァスタ」つまり悪しき無限遡及である。この制限条件によって、如何なる普遍(ジャティ)も存在を許されなくなる、というのはそれを許すと悪しき無限遡及が生まれるからである。ウダヤナはその例として、全ての普遍をその要素とする普遍を挙げている。そのような普遍を考えると仮定より全ての普遍を合わせたものが存在してしかも全ての普遍はその大きな普遍に属することになる。しかしその大きな普遍は自身も普遍であるから(そしてウダヤナの考えでは普遍は自分自身を要素とすることができず、この大きな普遍も自身をその要素とできないから)、他の普遍と同様により大きな普遍に属することになり、これが無限に続くことになる。ウダヤナがここで述べていることは興味深いことに、現代の集合論で全ての集合の集合(つまり、全ての集合がそれに属しているところの集合)が存在しないと言われているのと類似している。

## 現代論理学に対する影響
18世紀後半にイギリスの学者達がインド哲学に関心を抱き、推論に関するインド人の高度な研究を発見し、ヘンリー・トーマス・コールブルックの『インドの哲学: ニヤーヤとヴァイシェーシカの体系に関して』(1824年)で頂点をむかえた。この著作では推論の分析や、欧州で受け入れられていたアリストテレス論理学との比較が行われ、アリストテレスの三段論法ではインドの三段論法が説明できないことがわかった。
マックス・ミュラーはトムソンの『思考の法則』(1853年)に付した補論において、次のように言及しギリシア論理学とインド論理学を同じだけ価値があるとした。つまり、「論理と文法の学問は、歴史が我々に裁定させる限り、ただ二つの民族、インド人とギリシア人によって発見あるいは最初に思いつかれた。」 と。
ジョナルドン・ガネリは当時ジョージ・ブールとオーガスタス・ド・モルガンが先駆的に(代数学的論理学やブール論理のように)代数学的発想を論理学の定式化に用いていたことを目の当たりにして、彼らはゼノンの論理学においてこういった研究を意識しつつあり、さらに彼らの獲得した命題論理には欠点があるという意識は彼らの意欲を体系の外部を見ることに向かわせつつあると主張した。 
インド論理学は西洋の多くの学者の関心を惹き、チャールズ・バベッジ、オーガスタス・ド・モルガン、そして特にジョージ・ブール（彼の妻、メアリ・エヴェレスト・ブールによって1901年に著され『インド思想と19世紀の西洋科学』と題された「ボーズ博士への公開書簡」で確証しているように)といった19世紀の先駆的な論理学者に影響を与えた。
ド・モルガン自身がインド論理学の重要性について1860年に次のように記している。すなわち、「二つの人種が数学を打ち立てた、というのはサンスクリットを用いる人種とギリシア語を用いる人種なのだが、彼らは論理学の形式的体系を独立に打ち立てた二つの人種であった。」と。
今日、数学者はインド数学のヨーロッパ人への影響を意識している。例えば、ヘルマン・ワイルがこう書いている。「西洋の数学は過去数世紀間、ギリシア人の考え方から逃れて、インドに起源をもつとされさらにアラブ人によって我々にもたらされた考え方に従ってきた。その考え方では数の概念は幾何学の概念としてより先に論理学の概念として現れる。」(Weyl, 1929)

## 「論理六角形」の先取り
アルマン・コランから1970年に出版された『アリストテレスからラッセルまでの論理学とその歴史』(仏: La Logique et son histoire d' Aristote à Russell）において、『知性の構造』(仏: Structures intellectuelles、Vrin、1966年)の著者でもあるロベール・ブランシェは、ユゼフ・マリア・ボヘンスキーがインド論理学の三角形をアリストテレスの四角形(あるいはアプレイウスの四角形)と比較していることに言及している。この論理学の三角形はブランシェの論理六角形の先駆けになっている。この論理学の三角形によってインド論理学は自然言語のある特殊な命題によってもたらされる問題に対する有力なアプローチ提起しているようである。論理学と自然言語の関係を理解する上でロベール・ブランシェの論理学の六角形がより完璧でそれゆえより強力なものであれば、高度に重要な点でインド論理学はアリストテレスを受け継ぐ西洋論理学に勝っているだろう。